# Гиббс, Фредди
Фредрик Джамел Типтон (англ. Fredrick Jamel Tipton; 14 июня 1982, более известный под своим сценическим именем Фредди Гиббс англ. Freddie Gibbs) — американский рэпер и автор песен. В 2006 году он подписал контракт с Interscope Records и записал свой дебютный альбом для лейбла; однако его релиз был отменен, и он был исключен из лейбла из-за перестановок в руководстве. Позже Гиббс подписал контракт с Young Jeezy CTE World в 2011 году и выпустил несколько микстейпов на лейбле, включая его высоко оцененный «Baby Face Killa» (2012).
В начале 2013 года покинув CTE, Гиббс основал свой собственный лейбл ESGN, названный в честь его дебютного студийного альбома, выпущенного в июне того же года. Его второй и третий альбомы «Shadow of a Doubt» (2015) и «You Only Live 2wice» (2017) были встречены положительно критиками и прохладно коммерчески — последний не содержал гостевых появлений. Его четвертый альбом «Freddie» (2018) был встречен критиками с одобрением, в то время как его пятый альбом и дебют на крупном лейбле «Soul Sold Separately» (2022) был выпущен Warner Records и достиг 11-го места в Billboard 200. Кроме того, он выпустил четыре совместных альбома; два с Madlib (как MadGibbs): Piñata (2014) и Bandana (2019), и два с Alchemist: Fetti (2018, также с Currensy) и Alfredo (2020) — последний был номинирован на лучший рэп-альбом на 63-й ежегодной премии Грэмми в 2021 году.
Его гостевое появление в песне Канье Уэста и Ty Dolla Sign 2024 года «Back to Me» достигло 26-го места в Billboard Hot 100 и стало его первым появлением в чарте, хотя в официальной версии его имя не указано.

## Ранний период жизни
Фредрик Типтон родился и вырос в Гэри, штат Индиана, и вырос на пересечении 17-й и Вирджиния-стрит в восточной части города. Он играл в футбол в Университете Болл-Стейт, получая спортивную стипендию, но в конечном итоге был исключен из колледжа. В возрасте 19 лет он был зачислен в армию США в рамках программы досудебной адаптации, когда его судили за кражу и хранение оружия, но был бесчестно уволен всего 8 месяцев спустя после того, как был пойман за курением марихуаны.
Затем он начал работать в торговом центре Гэри, где познакомился с местным хип-хоп-продюсером Finger Roll, который, по словам Гиббса, был «единственным парнем [в Гэри], у которого была студия». Затем Гиббс присоединился к команде Finger Roll's No Tamin Entertainment и начал заниматься рэп-карьерой.
8 декабря 2022 года в подкасте All The Smoke с Мэттом Барнсом и Стивеном Джексоном Типтон рассказал, что его отец, Уоррен Типтон, является участником группы Chi-Lites, присоединившись к ней в 2018 году в качестве певца. 

## Карьера

### Начало карьеры и CTE World
В 2004 году началась рэп-карьера Гиббса, когда он самостоятельно выпустил свой первый полноценный проект, микстейп под названием «Full Metal Jackit», за которым в том же году последовал сиквел. Примерно в то же время он подписал контракт с Interscope Records и начал работать над своим дебютным альбомом, но был исключен из лейбла в конце 2006 года, когда человек, подписавший его, Джо Вайнбергер, покинул лейбл. В августе 2010 года Гиббс выпустил свой первый мини-альбом Str8 Killa.
Он продолжал самостоятельно выпускать микстейпы до 2011 года, пока не подписал контракт с лейблом звукозаписи Young Jeezy CTE World. В феврале 2011 года Гиббс объявил на своём веб-сайте, что он объединился с коллегами-рэперами King Chip и The Cool Kids, чтобы сформировать супергруппу Pulled Over by the Cops (POC). В октябре 2011 года он выпустил микстейп Cold Day in Hell, в котором приняли участие такие гости, как Young Jeezy, Juicy J и 2 Chainz, среди прочих. Микстейп получил значительное освещение в таких изданиях, как Pitchfork и XXL, появившись в списке Freshman List Class в 2010 году. В сентябре 2011 и июне 2012 года Гиббс и хип-хоп-продюсер Madlib выпустили свои первый и второй мини-альбомы под названием «Thuggin'» и «Shame» соответственно. Эти мини-альбомы послужили превью для их предстоящего совместного альбома, который изначально назывался «Cocaine Piñata», а позже был переименован просто в «Piñata».
Вскоре после выхода Cold Day in Hell Гиббс объявил, что его следующим микстейпом будет микстейп с Gangsta Grillz под названием Baby Face Killa. Он был выпущен 25 сентября 2012 года и включал гостевые выступления Фаррелла Уильямса, Jadakiss, Jay Rock, Currensy, YG и других. Второй трек с альбома, «Still Livin'», был представлен на виртуальной внутриигровой радиостанции Radio Los Santos видеоигры Grand Theft Auto V 2013 года.

### Сольные альбомы и Пиньята
11 декабря 2012 года Гиббс объявил, что больше не является участником лейбла Young Jeezy CTE. Он пояснил, что между двумя рэперами нет никаких разногласий. 27 мая 2013 года Фредди Гиббс объявил, что выпустит свой дебютный альбом ESGN (Evil Seeds Grow Naturally) 9 июля 2013 года на своем собственном лейбле с тем же названием. Альбом в итоге был выпущен 20 июня, на три недели раньше запланированной даты релиза, из-за утечки.
В сентябре 2013 года Фредди Гиббс и Мэдлиб выпустили мини-альбом «Deeper», последний из трилогии Piñata. Сам Piñata был впоследствии выпущен 18 марта 2014 года. Альбом получил всеобщее признание музыкальных критиков, получив оценку 82 на сайте рецензий Metacritic. Он достиг 39-го места в американском Billboard 200 и 7-го места в чартах US Top Rap Albums. 1 июля 2014 года Гиббс, Янг Таг и ASAP Ferg выпустили сингл под названием «Old English». Он был спродюсирован Сальвой и Ником Хуком и 23 июля 2020 года получил золотой сертификат ассоциации звукозаписывающей индустрии Америки (RIAA) за продажу более 500 000 сертифицированных единиц. В октябре 2014 года Гиббс и Мэдлиб выпустили свой четвертый мини-альбом под названием «Knicks (Remix)».
В марте 2015 года Гиббс выпустил трехтрековый мини-альбом под названием «Pronto», за которым последовал его второй сольный студийный альбом «Shadow of a Doubt», выпущенный 20 ноября 2015 года. В марте 2017 года был выпущен третий сольный студийный альбом Гиббса «You Only Live 2wice» . Единственный сингл «Crushed Glass» был выпущен одновременно с музыкальным клипом, снятым Эриком Нельсоном. В июне 2018 года он выпустил свой 4-й студийный альбом «Freddie» без каких-либо предварительных объявлений.

### Дальнейшее сотрудничество и растущий успех
В мае 2016 года после успеха «Piñata», Гиббс и Madlib объявили, что они разрабатывают второй совместный альбом. Результатом проекта стал альбом «Bandana», который был выпущен в июне 2019 года. Bandana предшествовали два сингла: «Flat Tummy Tea» и «Bandana», последний с участием танцевального исполнителя Assassin. Синглы были выпущены в феврале и марте 2019 года соответственно. Bandana был выпущен Keep Cool Records, RCA Records, Madlib Invazion и ESGN и получил признание критиков.
Гиббс также выпустил несколько совместных работ с продюсером The Alchemist. Их первым совместным проектом был «Fetti», совместный альбом Гиббса, The Alchemist и рэпера Currensy. В октябре 2018 года был выпущен «Fetti». Затем Гиббс и The Alchemist воссоединились, чтобы выпустить второй совместный альбом под названием Alfredo в мае 2020 года. Днём ранее Alfredo предшествовал его главный сингл «1985», а также сопутствующее музыкальное видео, снятое Ником Уокером. Альбом дебютировал под номером 15 в Billboard 200, что сделало его альбомом Гиббса и The Alchemist с самыми высокими позициями в чартах на сегодняшний день. Он получил высокую оценку критиков и был номинирован на премию Грэмми за лучший рэп-альбом на 63-й ежегодной церемонии вручения премии Грэмми.
В июне 2020 года Гиббс подписал контракт с «Warner Records». В конце 2020 года и начале 2021 года Гиббс выпустил три сингла на лейбле: «4 Thangs», в записи которого приняли участие приглашенные рэпер Big Sean и хип-хоп-продюсер Hit-Boy; «Gang Signs» с участием рэпера Schoolboy Q; и «Big Boss Rabbit». В сентябре 2022 года Гиббс выпустил свой первый альбом на «Warner Records» и пятый сольный альбом «Soul Sold Separately» .
В марте 2022 года в дополнение к своим музыкальным проектам Гиббс сыграл эпизодическую роль в первом сезоне драматического сериала Starz «Power Book IV: Force». Он сыграл роль кузена Бадди, косоглазого наркоторговца.
30 октября 2024 года Гиббс объявил о выпуске своего шестого студийного альбома «You Only Die 1nce». Альбом вышел 1 ноября того же года.

## Артистизм
Критики признали технически искусные и стилистически разнообразные рэп-способности Гиббса. Мэтью Рамирес из National Public Radio описал его как «вечного техника»; Тшепо Мокоена из газеты The Guardian охарактеризовал его как «классического рэпера рэпера» и заявил, что «когда дело доходит до техники и универсальности, он может поразить вас». Он был представлен в саундтреках к Max Payne 3 , NBA 2K12, Sleeping Dogs и Grand Theft Auto V.
Гиббс перечислил Scarface, DMX, Tupac, Jay-Z, Nas, Bone Thugs-N-Harmony, Geto Boys, UGK, Three 6 Mafia , Outkast , Raekwon, Eminem, Twista, Ice Cube, Noreaga, Juvenile, Spice 1, De La Soul, Kool G Rap, Black Thought, Mos Def, Jeezy и Ol' Dirty Bastard как некоторые из его вдохновителей.

## Личная жизнь
4 ноября 2014 года вооруженный мужчина открыл огонь по Гиббсу, который сидел в машине после того, как закончил выступление в магазине пластинок в Уильямсбурге, Бруклин, Нью-Йорк. Гиббс остался невредим, а двое членов его окружения получили неопасные для жизни огнестрельные ранения.
В мае 2015 года Гиббс запустил GoFundMe, чтобы помочь School Supply Giveaway of Gary приобрести школьные принадлежности для детей в Гэри, штат Индиана. На странице сайта Гиббс объяснил: «Когда я рос в Гэри, у такого ребенка, как я, было мало возможностей чего-то добиться. Отсутствие основных принадлежностей... лишило многих из нас мотивации хорошо учиться в школе и направило многих из нас на темный путь. Помогая этим ученикам приобрести основные принадлежности, в которых нуждается и которых заслуживает каждый ученик, вы увеличите их шансы на светлое будущее».
Гиббс сказал, что, хотя он и не является поклонником организованной религии, он скорее идентифицирует себя как мусульманина, называя это «личными отношениями между собой и Богом».
Гиббс — отец двоих детей: дочери (родившейся в 2015 году) от бывшей невесты Эрики Дикерсон и сына от предыдущих отношений.

## Противоречие
В июне 2016 года перед выступлением на концерте в Le Rex во французской Тулузе, Гиббс был арестован по европейскому ордеру на арест, выданному за изнасилование, предположительно имевшее место в 2015 году в Австрии, и он был экстрадирован в Австрию по обвинению в сексуальном насилии, Гиббс сказал, что он «не намерен избегать правосудия, будь то французского или австрийского» и был обвинен в следующем месяце в сексуальном насилии над двумя женщинами. После того, как он провел в тюрьме несколько недель, он был освобожден под залог в размере 50 000 евро, и оправдан по всем пунктам обвинения в сентябре 2016 года.
Гиббс был вовлечен в несколько публичных ссор с другими рэперами. В декабре 2021 года сообщалось, что Гиббс был избит членами окружения Джима Джонса в ресторане в Майами. Его самая заметная ссора была с рэпером Benny the Butcher из рэп-группы Griselda из Буффало, штат Нью-Йорк. В августе 2022 года, после обмена оскорблениями с Benny the Butcher в социальных сетях в течение нескольких месяцев, Фредди Гиббс был избит большой группой людей во время свидания в заведении Dinosaur BBQ в Буффало. Он-лайн таблоид TMZ приобрел кадры драки, в результате чего видео стало вирусным. Бенни Мясник, похоже, подтвердил свою причастность к инциденту, разместив в социальных сетях изображения цепи, предположительно отобранной у Гиббса во время драки.   В январе 2024 года в интервью радиошоу The Breakfast Club Бенни заявил, что вражда между двумя рэперами окончена, но он не заинтересован в примирении с Гиббсом.

## Дискография
Студийные альбомы
- ESGN (2013)
- Shadow of a Doubt (2015)
- You Only Live 2wice (2017)
- Freddie (2018)
- $oul $old $eparately (2022)
- You Only Die 1nce (2024)

Совместные альбомы
- Piñata с Madlib (2014)
- Fetti с Curren$y и The Alchemist (2018)
- Bandana с Madlib (2019)
- Alfredo с The Alchemist (2020)
- Alfredo 2 с The Alchemist (2025)

Сольные микстейпы
- Full Metal Jackit: The Mixtape, Vol. 1 (2004)
- Full Metal Jackit: The Mixtape, Vol. 2 (2004)
- This Is My Hustle: Volume 1 (2005)
- Live From Gary, Indiana (2006)
- Live From Gary, Indiana: Part 2 (2008)
- The Miseducation of Freddie Gibbs (2009)
- Midwestgangstaboxframecadillacmuzik (2009)
- Str8 Killa No Filla (2010)
- Cold Day in Hell' (2011)
- Baby Face Killa (2012)

Совместные микстейпы
- No Tamin' Entertainment Presents: Big Bizness: The Mixtape, Vol. 1 with DJ Roc and Finger Roll (2005)
- No Tamin' Entertainment Presents: Big Bizness: The Mixtape, Vol. 2 with DJ Roc and Finger Roll (2006)
- Gangsta Island: Soundtrack for Tha Streetz with Sani G, DJ Roc, and DJ Jedi (2006)
- G.I.B.B.S. Inc. & NTG Present: Big Bizness: The Mixtape, Vol. 3 with DJ Roc and Finger Roll (2007)
- Gangsta Island: Soundtrack for Tha Streetz, Vol. 2 with JFK, DJ Roc, and DJ Stanun (2011)

Сборники и мини-альбомы
- The Miseducation of Freddie Gibbs - EP (2009)
- The Labels Tryin' To Kill Me: The Best of Freddie Gibbs с DJ Skee (2009)
- Playa - EP (2010)
- Str8 Killa (2010)
- Lord Giveth, Lord Taketh Away с Statik Selektah (2011)
- Str8 Slammin' (2011)
- Str8 Slammin': Vol. 2 (2011)
- Str8 Slammin': Vol. 3 (2011)
- Thuggin' с Madlib (2011)
- Shame  с Madlib (2012)
- Deeper с Madlib (2013)
- Knicks (Remix) с Madlib (2014)
- The Tonite Show - EP с DJ Fresh a.k.a. The World's Freshest (2014)
- Pronto - EP с Madlib (2015)